# 凯雷斯
凯雷斯是葡萄牙布拉加区的一个堂区。总面积4.54平方公里，总人口956人，人口密度210.6人/平方公里。